# Кожушаная, Надежда Павловна
Наде́жда Па́вловна Кожуша́ная (15 марта 1952, Свердловск — 15 января 1997, Москва) — советский и российский кинодраматург, писатель, заслуженный деятель искусств Российской Федерации (посмертно).

## Биография и творчество

### Детство
Надежда Кожушаная (Ямшанова) родилась в Свердловске (Екатеринбург). Отец — Ямшанов Павел Иванович (главный инженер лаборатории завода Уралмаш), мать — Ямшанова (Семенова) Глафира Михайловна (преподаватель металлургического техникума). Когда Ямшановой было восемь лет, её родители разошлись. В школе Ямшанова училась только на отлично. Училась в музыкальной школе, обладала абсолютным музыкальным слухом. Она играла в школьном театре, аккомпанировала на вечерах и концертах. Собирала друзей и занималась с двоечниками по отстающим дисциплинам. Отец обладал тонким художественным вкусом. Его коллекция альбомов по искусству и библиотека художественной литературы формировали вкус Ямшановой и воображение. Отец сочинял стихи и сказки, которые зачитывал Ямшановой и её друзьям. Мать писала сценарии вечеров для техникума. Ямшанова с раннего детства тоже писала. Драматичную историю своего первого публичного выступления в качестве драматурга — читки первой пьесы перед классом и учительницей — она изложила позднее в рассказе «Пустяк».

### Университет
После школы в 1968 году Ямшанова поступила в Уральский государственный университет на филологический факультет. К этому времени она закончила музыкальную школу, свободно играла на фортепиано, гитаре, аккордеоне, могла определить на слух любую ноту инструмента в оркестре, играть с ходу любую мелодию.
На протяжении обучения в университете играла в студенческом театре как актриса и аккомпаниатор. Обнаружился также пародийный талант. Играла в театре Свердловского архитектурного института, где познакомилась с Владимиром Хотиненко. Продолжала писать литературные произведения, задаваясь вопросом о новых формах в литературе. Писала музыку, на третьем курсе ощутила потребность стать композитором. Мать не позволила Ямшановой бросить университет, чтобы поступать в консерваторию, мотивировав это необходимостью закончить сначала один ВУЗ.
Над дипломом Ямшанова работала в усадьбе Мураново, в качестве практики проводила экскурсии, посвященные творчеству Тютчева. По окончании университета готовилась поступать в аспирантуру. Полагалось отработать два года в сельской школе по распределению, Ямшанова поехала в деревню Кунары Свердловской области, отработала один учебный год (1974—1975), преподавала русский язык, литературу, пение.
В 1975 году вышла замуж за Бориса Кожушаного, который увёз её из деревни на год раньше, вопреки правилам распределения, в Москву, где он учился в МАрхИ.

### Москва, ВКСР
В Москве Кожушаная работала табельщицей в строительном управлении (писала об этом юмористические рассказы). Увлекалась театром, писала пьесы. Среди друзей семьи Кожушаных были актёры, режиссёры, в том числе труппа зарождающегося Театра на Юго-Западе, близким другом был руководитель театра Валерий Белякович. Пьесы и другие произведения, написанные в этот период, Кожушаная зачитывала в компании театралов вслух. Почти все, написанное в этот период, утеряно. Известен текст мини-пьесы «Сумасшедшая Рахильда», вариант пьесы «Антигона». 1 декабря 1980 года в семье родилась дочь Екатерина.
В этот период подруга детства Кожушаной, Оксана Черкасова училась в Москве на Высших курсах сценаристов и режиссёров и подсказала ей идею осваивать киноязык, стать кинодраматургом. При поступлении на ВКСР был конкурс несколько десятков человек на место, Кожушаная поступила, по её словам «единственная с улицы», с рассказом «Раз в неделю по субботам», где прототипом главного героя является её отец. После собеседования Валентин Черных сформулировал своё нежелание принимать Кожушаную на курсы таким образом: «Это человек такого же склада, как Шпаликов, Высоцкий, Даль. При том, что она женщина, эмоционально ей будет ещё тяжелее, чем им». Семён Лунгин заявил: «Запишите эту девочку на меня».
Кожушаная обучалась в мастерской С. Лунгина по специальности «Сценарист фильмов для детей», написала три полнометражных сценария: «Забор», «Самый первый счастливый день» (дипломная работа), сценарий «Последняя игра в куклы», написанный в тот период, был поставлен в 2010 году. Писала работы по заказам студентов-режиссёров. В процессе обучения были поставлены короткометражные картины по сценариям Кожушаной: «Мостик», «Прогулки по городу», «Нам не дано предугадать…». После окончания курсов, фильмы: «Торо!», «Бузкаши».
В 1988—1989 годах читала лекции «Работа с драматургом» на Высших курсах сценаристов и режиссёров.

### Творчество
По мнению киноведа Нины Цыркун, Кожушаная была «самой одарённой сценаристкой эпохи перемен».
В 1987 году был снят фильм «Зеркало для героя» — «о том, что в прошлое нельзя плевать, что нельзя судить отцов, что времена не выбирают, что у каждого времени своя правда, и это святое». В 1991 году вышел фильм «Нога» — «лучший фильм об Афганистане, может быть, о войне вообще».
В вышедшей в 1992 году «Прорве» Надежда Кожушаная «анализирует роковое обаяние силы и бессознательный коллективный мазохизм нации».

Женщина, никогда не бывавшая на войне, не переживавшая тридцать седьмого года и не испытывавшая мук невостребованности, которые гложут мужчину среднего возраста, откуда-то всё это знала, и именно по её сценариям были поставлены три лучших фильма пятилетия, в которых о нас сказано, в сущности, всё.— киновед Нина Цыркун
В середине 1990 годов Кожушаная много работала, но из-за трудностей в российском кинематографе её полнометражные сценарии не были поставлены. Вышли мультипликационные фильмы «Дело прошлое», «Племянник кукушки», «Нюркина баня», короткометражные фильмы «Террорист», «Ой, Бог ты мой!», «Неживой зверь». В этот период были написаны полнометражные сценарии: для режиссёра Ольги Наруцкой «Бессонница» (две серии), «Хромой князь». Для Ивана Дыховичного сценарий по ранним рассказам Набокова и сценарий-антиутопия «Прощай, Москва!». По заказу из Италии — развернутый синопсис «В ночь под коммунизм». Кожушаная написала «Женщину номер два», которую через несколько лет планировал ставить Михаил Кононов. Для Александра Соловьева были написаны сценарии «Беби-Йога» и «Простое число». Были написаны и другие заявки и эссе.
В течение жизни Кожушаная отрабатывала свой собственный стиль текста, всегда проверяя его на слушателях, текст должен был звучать и воздействовать. Киноведы, актёры, режиссёры, друзья и соседи по квартире должны были немедленно по её требованию прочесть написанное.
Ирина Шилова, киновед, из интервью:

Я прочла кусок пьесы «Пенальти» при ней (терпеть не могу читать при авторе). Когда к героине-космонавту в пустыню приезжает её отец. Сейчас пошлость скажу — но я заплакала. И увидела торжество в Надиных глазах: «Победила».

Статьи и эссе Надежды Кожушаной были опубликованы в разных изданиях, сценарии печатались в журнале «Искусство кино» в разделе «Избранная проза». Кирилл Разлогов считает, что «сценарии Надежды Кожушаной это самостоятельная литература, это чтение, которое доставляет удовольствие безотносительно к тому, были они поставлены или не были поставлены», и что «они заслуживают внимательного, в том числе литературоведческого изучения».
В 1996 году в работе параллельно находились два мультипликационных фильма «Бабушка» и «Розовая кукла», материал сборки Кожушаная видела, но окончательные версии не успела. Призы за драматургию этих фильмов были присвоены ей после смерти.
Скончалась 15 января 1997 года от пневмонии. Похоронена на Троекуровском кладбище.

Филолог и музыкант по образованию, драматург по призванию, она прожила всего 44 года, но ещё при жизни сумела заслужить титул «Самой одарённой сценаристки эпохи перемен».

## Семья
Отец — Павел Иванович Ямшанов, главный инженер лаборатории завода Уралмаш. Был творческой личностью с художественным вкусом, знакомил дочь с хорошей музыкой и литературой. Также писал стихи и сказки, которые читал вслух.
Мать — Глафира Михайловна Ямшанова (Семенова), преподаватель металлургического техникума.
Муж — Борис Кожушаный, архитектор.
- Дочь — Екатерина Борисовна (род. 1 декабря 1980), архитектор и киносценарист.

## Фильмография и библиография

### Сценарист
- 1983 — «Прогулки по городу», к/м, реж. А. Зельдович, авторское название «С четверга на пятницу».
- 1985 — «Мостик», к/м, реж. А. Джамгерчинов
- 1985 — «Нам не дано предугадать…», худож., короткометр., реж. О. Наруцкая, авторское название «Про войну»
- 1985 — «Бузкаши», к/м, реж. П. Ахматов
- 1986 — «Торо!», к/м, реж. Т. Теменов
- 1987 — «Зеркало для героя», реж. В. Хотиненко, авторское название «Разлука»
- 1989 — «Муж и дочь Тамары Александровны», реж. О. Наруцкая
- 1990 — «Дело прошлое», анимац., реж. О. Черкасова
- 1991 — «Террорист», к/м, в к/а «Дети, бегущие от дождя», реж. М. Розенштейн
- 1991 — «Нога», реж. Н. Тягунов
- 1992 — «Прорва», реж. И. Дыховичный
- 1993 — «Племянник кукушки», аним., реж. О. Черкасова
- 1994 — «Ой, Бог ты мой!», реж. Т. Скабард, первоначальное авторское название «Где чистые и честные китайцы»
- 1994 — «Нежности и ласки вам, больные» (телефильм о центре анонимных алкоголиков), реж. Т. Лебедева
- 1995 — «Нюркина баня», аним., реж. О. Черкасова, авторское название «Про банника»
- 1996 — «Бабушка», аним., реж. А. Золотухин, авторское название «Про бабушку»
- 1996 — «Розовая кукла», аним., реж. В. Ольшванг
- 1996 — «Неживой зверь», к/м, реж. М. Любакова
- 2010 — «Последняя игра в куклы», реж. Г. Негашев

### Актриса
Н. Кожушаная, из интервью:

Впервые я снялась в «Тамаре Александровне». Сыграла там уборщицу в госпитале. В «Ноге» уже медсестру. Профессиональный рост налицо. В том фильме не было финала. Ольга Наруцкая предложила — попробуй. В «Ноге» же режиссёр спросил, как прочесть сцену, я показала. Между прочим, себе на экране я ужасно не нравлюсь. Нет у меня актёрского комплекса.

- 1988 — Муж и дочь Тамары Александровны — уборщица
- 1992 — Нога — медсестра

### Радиоспектакль
- «Бэби-Йога», Надежда Кожушаная читает свой киносценарий, реж. спектакля А. Золотухин, Екатеринбург, 1993 г., назван лучшей передачей года.

### Нереализованные сценарии и заявки
«Антигона», пьеса; «Сумасшедшая Рахильда», мини-пьеса; «Самый первый счастливый день», полнометражный, детский, 1984 г.; «Три ёлки», заявка, 1984 г.; «Воскресный день», полнометражный, детский, 1984 г.; «Забор», полнометражный, детский, 1985 г.; «Уральская кадриль», заявка, анимационный, 1985 г.; «Диалог», заявка, 1986 г.; «Ясновидящая», по повести Э. Мандалян, заявка, 1986 г.; «В голубой нашей юности», заявка и либретто, 1988 г.; «Женщина номер два», полнометражный, игровой, 1989 г.; «Одна из многих в цирке шапито», заявка, 1990 г.; «Гость снов», заявка, 1990 г.; «Исчезающий», синопсис, 1990 г.; «Мистификация», по мотивам романа Н. Нарокова «Мнимые величины», синопсис, 1991 г.; «Никогда не возвращайся», синопсис, 1992 г.; «Прощай, Москва!», полнометражный, игровой, 1992 г.; «Бэби-Йога», полнометражный, игровой, 1992 г.; «Простое число», полнометражный, игровой, 1992 г.; «В ночь под коммунизм», заявка, 1992 г.; «Хромой князь», по повести А. Толстого «Хромой барин», полнометражный, игровой, 1993 г.; "Из окна красного дома. Матильда Хонькина, хорошая мать. Московский гость. Московский зоопарк. Нежно об «Альфе», заявки на короткометражные худож.-публицистич. фильмы о Москве, 1993 г.; «Портрет», по мотивам повести Н. Гоголя, заявка, 1994 г.; «Прощай, Одесса!», полнометражный, игровой, 1995 г.; «Про Ваню», короткометражный, игровой, 1996 г.; «Телеграф ты мой», синопсис, 1996 г.; «Личность», проект док. фильма о Б. Ельцине, 1996 г., «Пенальти», синопсис, 1996 г.

### Повести, рассказы и эссе
«Сентиментальный водевиль», повесть, 1976 г.; «Раз в неделю по субботам», рассказ, 1982 г.; «Пустяк», рассказ, 1982 г.;
Эссе: «Про Ванечку», «Про врачей», «Рекомендация оператору Любченко», «Я — пас», «Гимн. Актёрам. Ненаучный», «Про Сашу» (Кайдановского), «Про смерть и несколько вопросов», «Про Чечню», «Про курение», «Мастер» (о Семёне Лунгине).

## Книги
- Собрание сочинений «Зеркало для героя» в двух томах. Том первый «Самый первый счастливый день», том второй «Простое число», Центр культуры и просвещения «СЕАНС», Санкт-Петербург, 2017 г.
- Книга киносценариев «Прорва», вступление Ю. Норштейна, Энциклопедическая серия «Библиотека кинодраматурга», Издательство «СЕАНС», «Амфора», Санкт-Петербург, 2007 г.
- Книга киносценариев «Кино — работа ручная», предисловие в виде интервью — рассказов о Надежде Кожушаной. Издательство «СОВА», Москва, 2006 г.

## Публикации
- Сценарий короткометражного фильма «Про войну», журнал «Киносценарии», 1986 г., № 3
- Сценарий полнометражного фильма «Воскресный день», журнал «Киносценарии», 1986 г., № 4
- Сценарий полнометражного фильма «Женщина номер два», журнал «Киносценарии», 1991 г, № 5. Назван «Лучшей публикацией номера»; фрагментарно в газете «Экран и сцена», 1991 г., № 33 (85).
- Статья об Иване Охлобыстине «Про Ванечку», журнал «Экран», 1992 г., № 4
- Повесть «Сентиментальный водевиль», газета «Культура», г. Самара, 1993 г., № 34-40. Названа «Лучшей публикацией года».
- Киноповесть «Бессонница», журнал «Фантакрим Мега», г. Минск, 1993 г., № 4. Названа «Лучшей публикацией года».
- Статья «Я — пас» о фильме «Нога» и войне в Афганистане, журнал «Искусство кино», 1993 г., № 10. Названа «Лучшей публикацией номера».
- Сценарий — стихотворение «Простое число», журнал «Искусство кино» в разделе «избранная проза», 1993 г., № 10
- Сценарий фильма «Прорва», журнал «Киносценарии», 1995 г., № 1
- Эссе «Гимн. Актёрам. Ненаучный»[9], журнал «Экран», 1995 г., № 1
- Сценарии анимационных фильмов «Розовая кукла» и «Про бабушку», журнал «Киносценарии», 1996 г., № 3
- Текст «Про Сашу», об Александре Кайдановском, журнал «Киносценарии», 1996 г., № 1; книга «Александр Кайдановский. В воспоминаниях и фотографиях», составитель Е. Цымбал, изд. дом «Искусство», Москва, 2002 г.
- Подборка текстов о Москве: «Прощай, Москва!», «Никогда не возвращайся», «Московский зоопарк», «Московский гость», «Где чистые и честные китайцы», журнал «Кинограф», 2003, № 13

## Фильмы и телепередачи о Надежде Кожушаной
- Телепередача О. Кучкиной «Соло. Время Ч», фильм-интервью, IV канал 1996 г.
- «Перпендикулярное кино», телефильм студии К2, реж. И. Васильева, РТР, 1997 г.
- «Надя Кожушаная», тел. док. фильм в цикла «Острова», канал «Культура», реж. М. Любакова, 2001 г.

## Награды и номинации
- 1988 — номинация «Лучшая сценарная работа» премии «Ника» за сценарий к фильму «Зеркало для героя»
- 1991 — премия «Золотой овен» в номинации «Открытие года» с формулировкой «За постоянство высокого художественного уровня» за сценарии к фильмам «Нога» и «Прорва»
- 1997 — Открытый российский фестиваль анимационного кино в Тарусе. Приз за лучшую драматургию, фильмы «Бабушка» и «Розовая кукла»
- 2004 — Выставка «История Кино. Страны. Людей», персональный стенд, Музей кино
- 2011 — приз за «Лучший сценарий» на XV Всероссийском фестивале визуальных искусств в ВДЦ «Орлёнок», за фильм «Последняя игра в куклы»

## Галерея

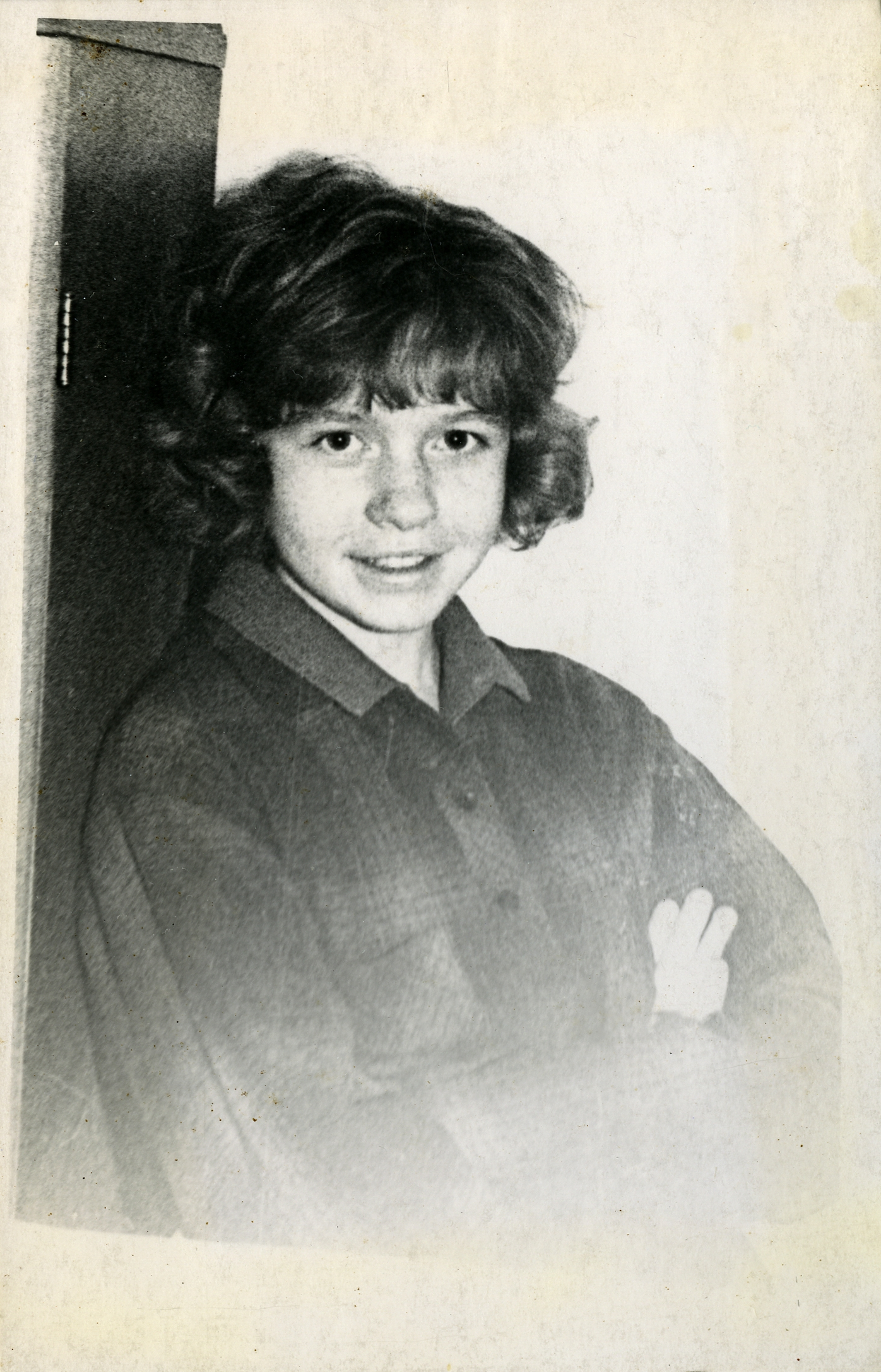
Надежда Ямшанова,1968
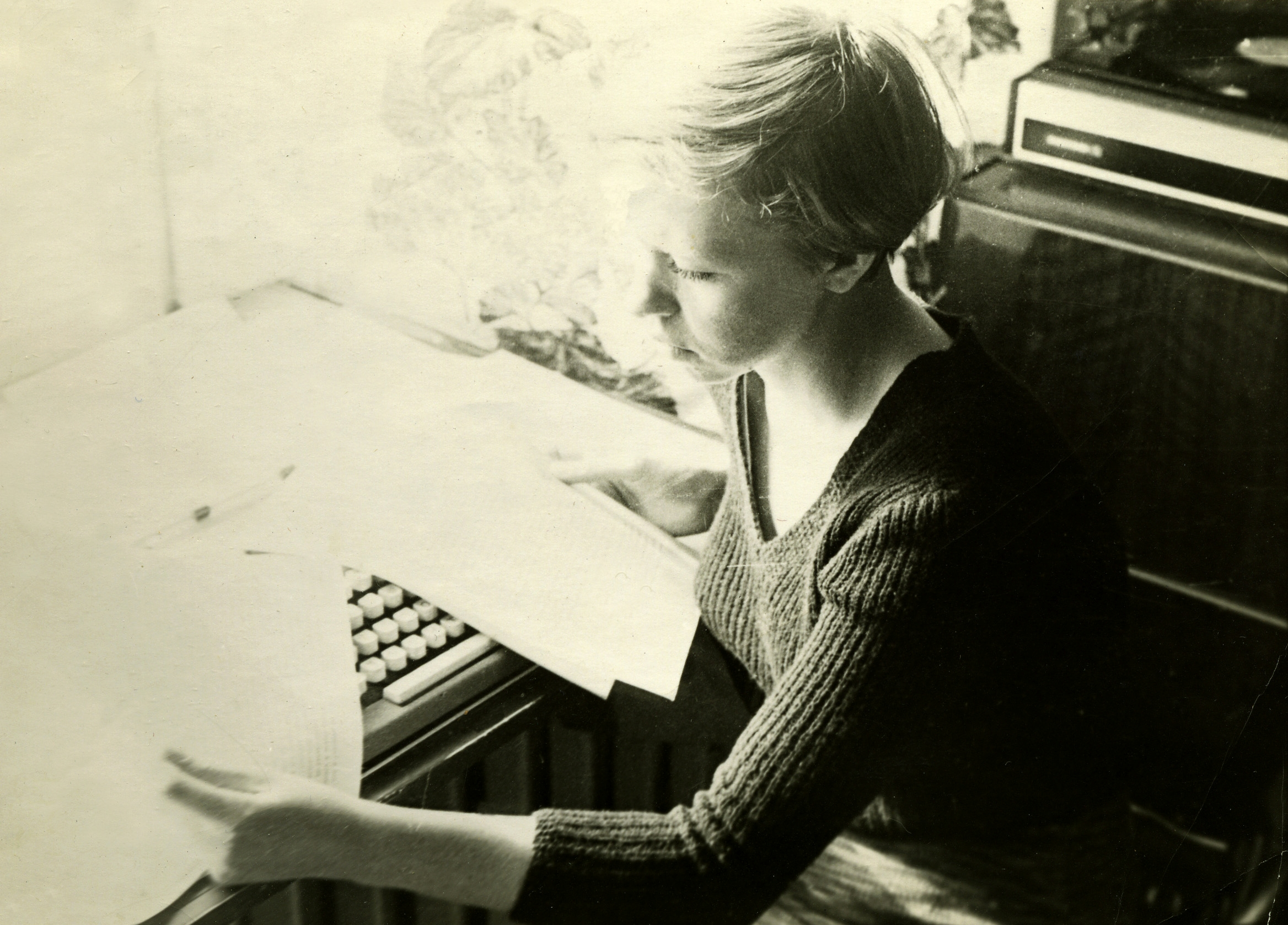
На высших курсах
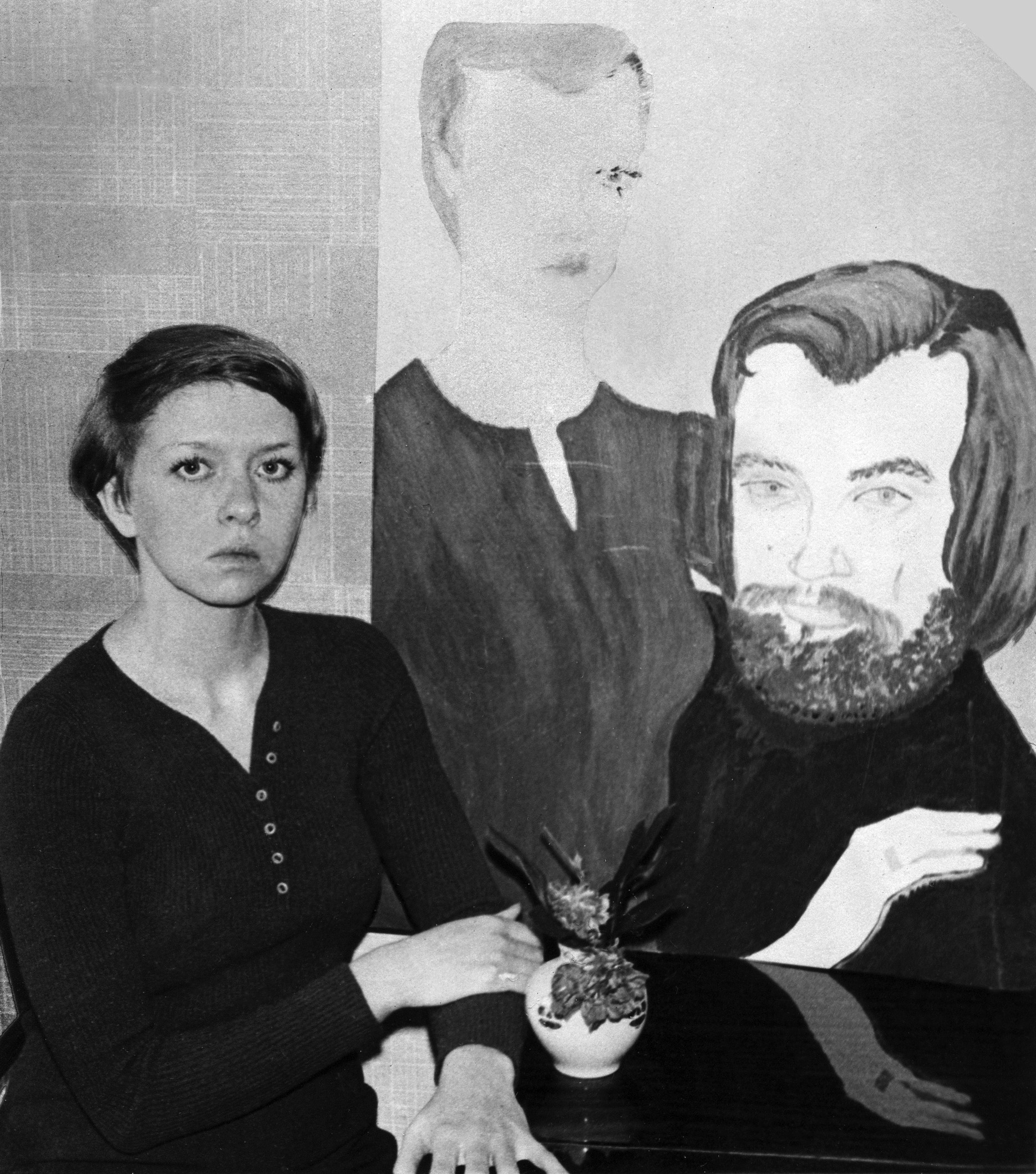
Портрет семьи нарисован Надеждой
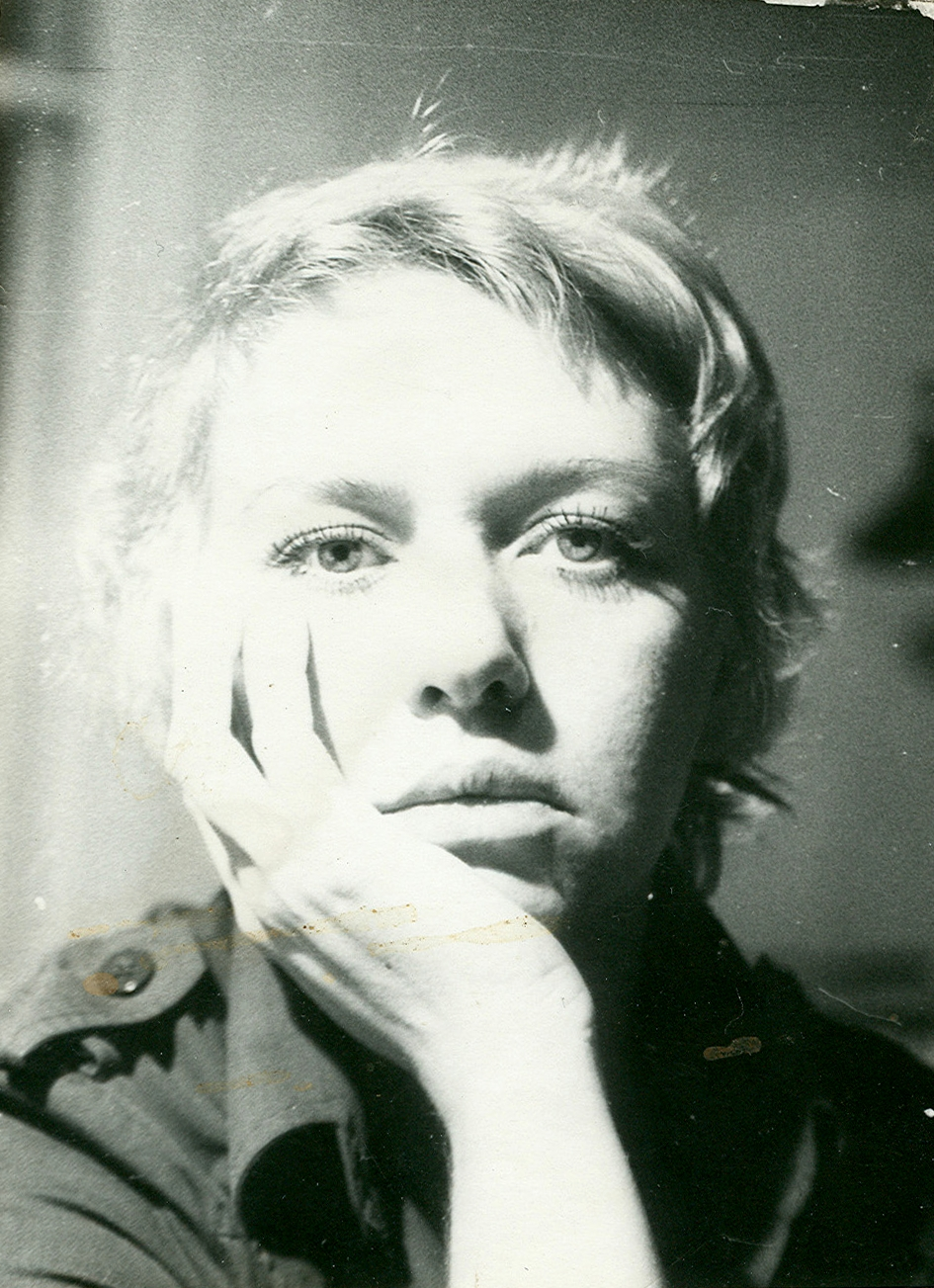
Москва, конец 1980-х
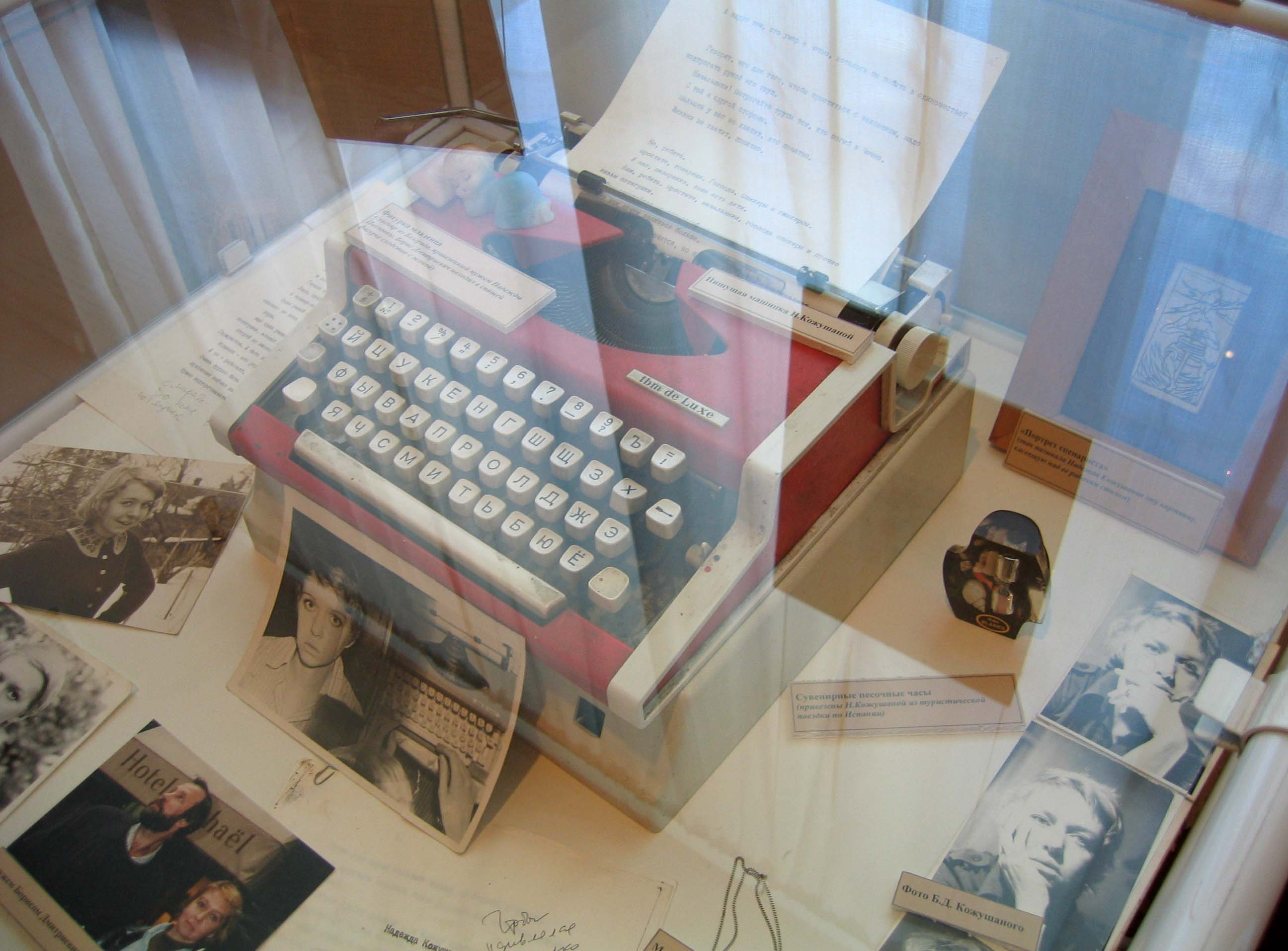
Персональный стенд, посвящённый Надежде Кожушаной на выставке «История кино. Страны. Людей» в Музее кино